# Camulodunum
Camulodunum of Camulodunon (Keltisch), het huidige Colchester (Engeland) is de naam van de Romeinse stad, die op de plaats van een nederzetting uit de late ijzertijd werd gesticht. De naam betekent Vesting van de Camulos, een Keltische oorlogsgod, maar is gelatiniseerd.

## Vroegste geschiedenis
De streek wordt al heel lang bewoond. Al vanaf het late neolithicum zijn er sporen van bewoning, maar pas in de Bronstijd ontstonden de eerste vaste nederzettingen. Verscheidene vondsten uit de ijzertijd maken duidelijk dat er zich hier al een nederzetting bevond voor de Romeinse veroveringen. 
De nederzetting aan de noordelijke oever van de Colne in Essex werd, aldus Claudius Ptolemaeus, bewoond door de Trinovantes, die echter (in ca. het jaar 9) door de Catuvellauni onder de voet werden gelopen. De laatsten werden uiteindelijk door de troepen van Claudius verslagen in 43.

## Vroeg-Romeinse tijd
De Romeinse tijd begon in Camulodunum met de bouw van een castra door Legio XX Valeria Victrix. De stad ontwikkelde zich al snel tot een belangrijk bestuurlijk en economisch centrum. Na het vertrek van het twintigste legioen werd de stad een Colonia die op in beslag genomen land werd gevestigd en tijdens de oorlog tegen Caratacus als militair steunpunt en in de gebruikelijke rol als voorpost van de Romeinse cultuur fungeerde.
De nederlaag van Caratacus in 51 betekende niet dat de onrust ten einde was gekomen. Er werd een tempel, gewijd aan Claudius gebouwd die alom werd gezien als een bolwerk van onderdrukking. De veterani te Camulodunum gedroegen zich dermate arrogant tegenover de oorspronkelijke bevolking - die zij als slaven en krijgsgevangenen betitelden - dat onder de Iceni een nieuwe opstand losbarstte. De vonk die het kruitvat tot ontploffing bracht was de verkrachting van twee dochters van Boudicca, de mishandeling van haarzelf en de roof van de bezittingen van haar en andere vooraanstaande Iceni in 60 of 61. Dit leidde in 61 tot een opstand onder leiding van Boudicca, waarbij de stad in de as gelegd, een feit dat door vondsten van brandlagen wordt bevestigd.

## Verdere ontwikkeling
Toch bleef Camulodunum een belangrijke stad en langzamerhand normaliseerde de situatie zich. De stadsmuren werden herbouwd en verstevigd, tempels gewijd aan Romeinse en inheemse goden werden gebouwd en gebruikt, men produceerde en verhandelde glas en metaal, er was een theater, een senaatsgebouw en een Munt. Talrijke archeologische vondsten getuigen nog steeds van de rijke Romeinse geschiedenis van deze stad.

## Post-Romeinse tijd, vroege middeleeuwen
In de post-Romeinse tijd stond Camulodunum bekend als Caer Colun en bleef het een belangrijke plaats. Er zijn aanwijzingen dat het tot in de 6e eeuw in Romeins-Britse handen bleef. Tijdens de invasie van de Saksen werd de stad ingelijfd als onderdeel van het koninkrijk Essex.

## Trivia
Samen met Durovernum figureerde een fictief rugbyteam van Camulodunum in het boek Asterix en de Britten.